# Nun (Mesopotamien)
Nun (sumerisch 𒉣 NUN, Nun; akkadisch 𒉣 oder 𒊒𒁍𒌑 rubû, deutsch ‚Herr/Herrin‘, ‚Fürst/Fürstin‘) wird in unterschiedlichen Funktionen als Epitheton, Schriftzeichen und Gottesdeterminativ verwendet.
Als Epitheton steht es für die Gottheiten An, Enlil, Enki/Ea und Nanna/Sin, wobei der Mondgott Nanna/Sin an erster Stelle steht. Als Schriftzeichen dient „Nun“ zur Bildung von meist männlichen Götternamen. Bislang sind als weibliche Gottheiten Nungal, Nun-bar-schegunu, Nun-mua, DNun-na-[DI], DNUN.TUG, Nun-urdudu und eventuell auch NUN.sikur belegt. In DNinki/Nunki wechseln die Formen von NUN und NIN. Seltener ist dagegen die Verwendung von NUN/Nun als Gottesdeterminativ, beispielsweise wird Eridu als Kultort Enkis Kultort NUNKI geschrieben.